# سماق عطري
سماق عطري أو السماق الحلو (الاسم العلمي:Rhus aromatica) هو نوع من النباتات يتبع جنس السماق من الفصيلة البطمية.